# قطعنامه ۱۸۶۰ شورای امنیت
قطعنامه ۱۸۶۰ شورای امنیت سازمان ملل متحد که در تاریخ ۰۸ ژانویه ۲۰۰۹ تصویب شد، سندی بین‌المللی دربارهٔ بررسی وضعیت در خاورمیانه، از جمله مسئله فلسطین است. این قطعنامه طی نشست ۶۰۶۳ام با ۱۴ رای موافق، ۰ مخالف و ۱ ممتنع تصویب شد.